# Ilorin
Ilorin je město na západě Nigérie. Žije v něm přibližně 848 tisíc obyvatel a je hlavním městem federálního státu Kwara i domorodého Ilorinského emirátu. Nejpočetnějšími etnickými skupinami jsou Jorubové, Hausové a Fulbové, z náboženství převládá islám a křesťanství.
Město bylo založeno okolo roku 1450 a strážilo severní hranici říše Oyo. V roce 1817 se velitel města Afonja vzpbouřil proti centrální vládě a vyhlásil nezávislost Ilorinu, který se později stal vazalem Sokotského sultanátu. V roce 1897 se město stalo britskou državou.
Ve městě vládne tropické savanové klima. Ilorinem protéká řeka Awun (přítok Nigeru). Severozápadně od města se nachází vrch Sobi Hill, který je vyhlášeným vyhlídkovým místem.
Dominuje zde potravinářský průmysl – v okolí Ilorinu se pěstuje maniok jedlý, čirok dvoubarevný, ledvinovník západní, kolovník zašpičatělý, máslovník africký a podzemnice olejná. Dalšími průmyslovými odvětvími jsou výroba mýdla a zpracování kovů. Rozvinutá jsou umělecká řemesla jako hrnčířství a tkalcovství. Sídlí zde University of Ilorin a Al-Hikmah University. Město má silniční a železniční spojení s Lagosem a mezinárodní letiště. Ilorin je také sídlem prvoligového fotbalového klubu Kwara United FC.